# Statuia Sfântului Ioan Nepomuk din Coștiui
Statuia „Sfântul Ioan Nepomuk” din Coștiui este un monument istoric aflat pe teritoriul satului Coștiui; comuna Rona de Sus.

## Imagini

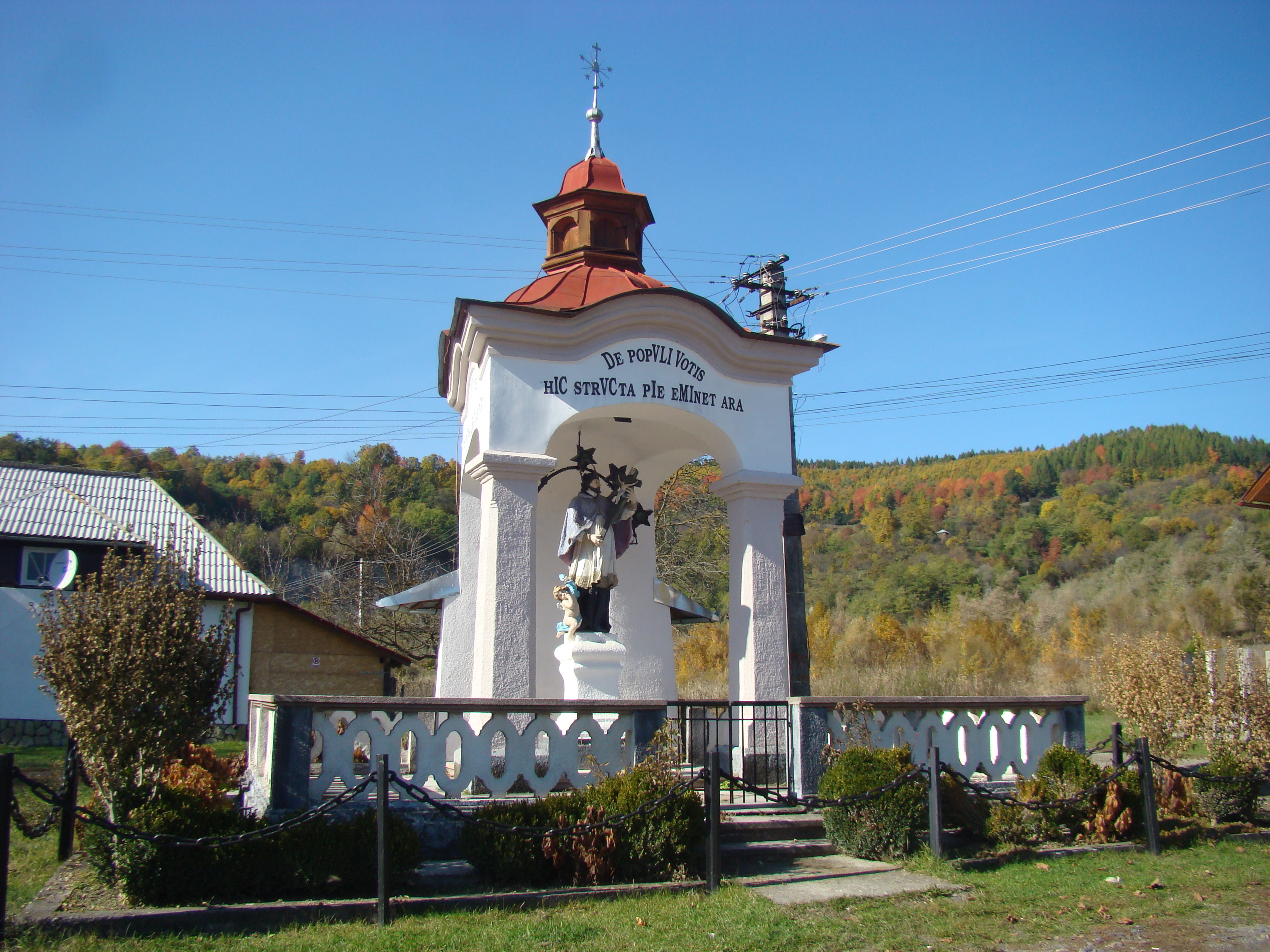
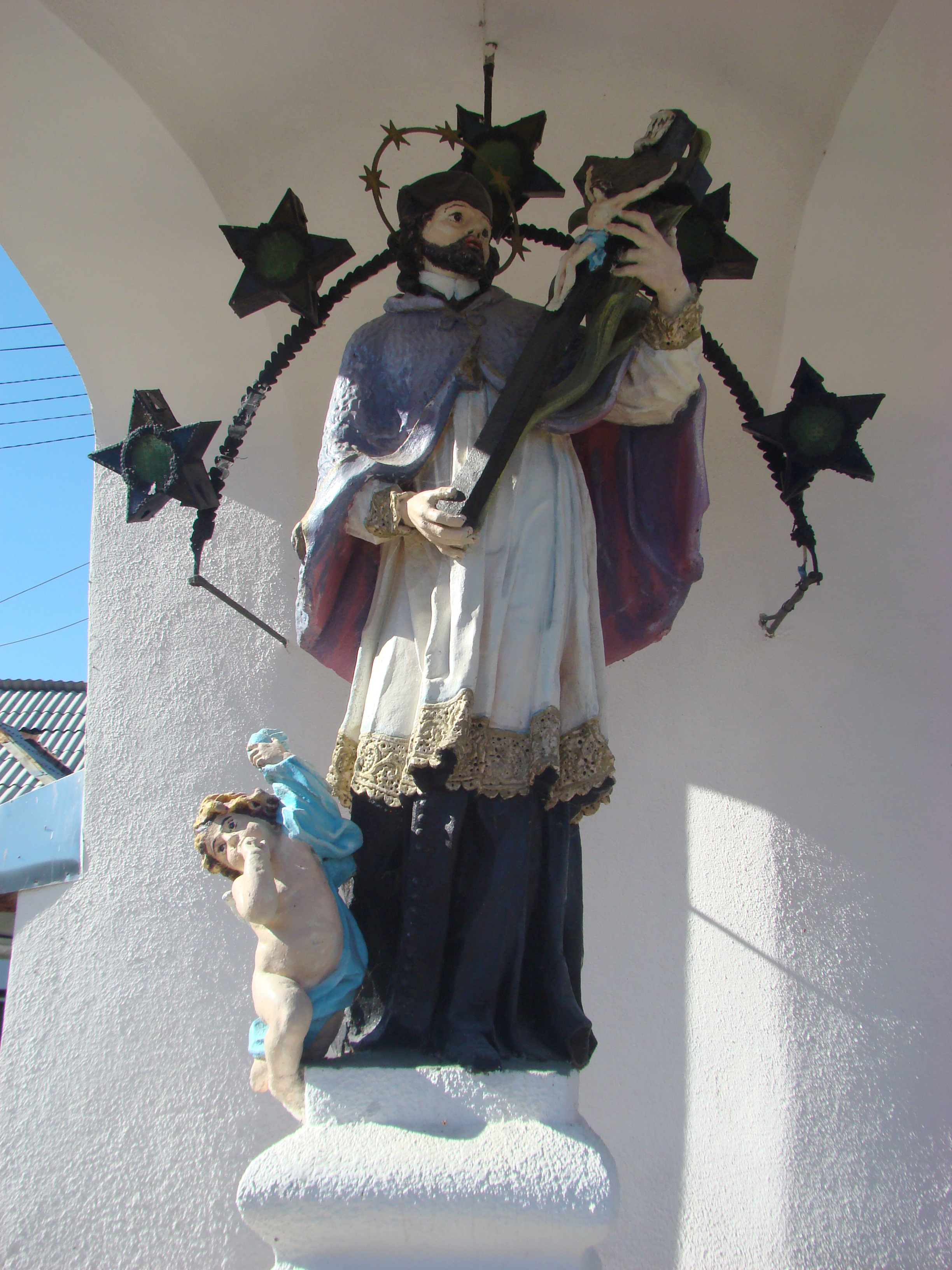
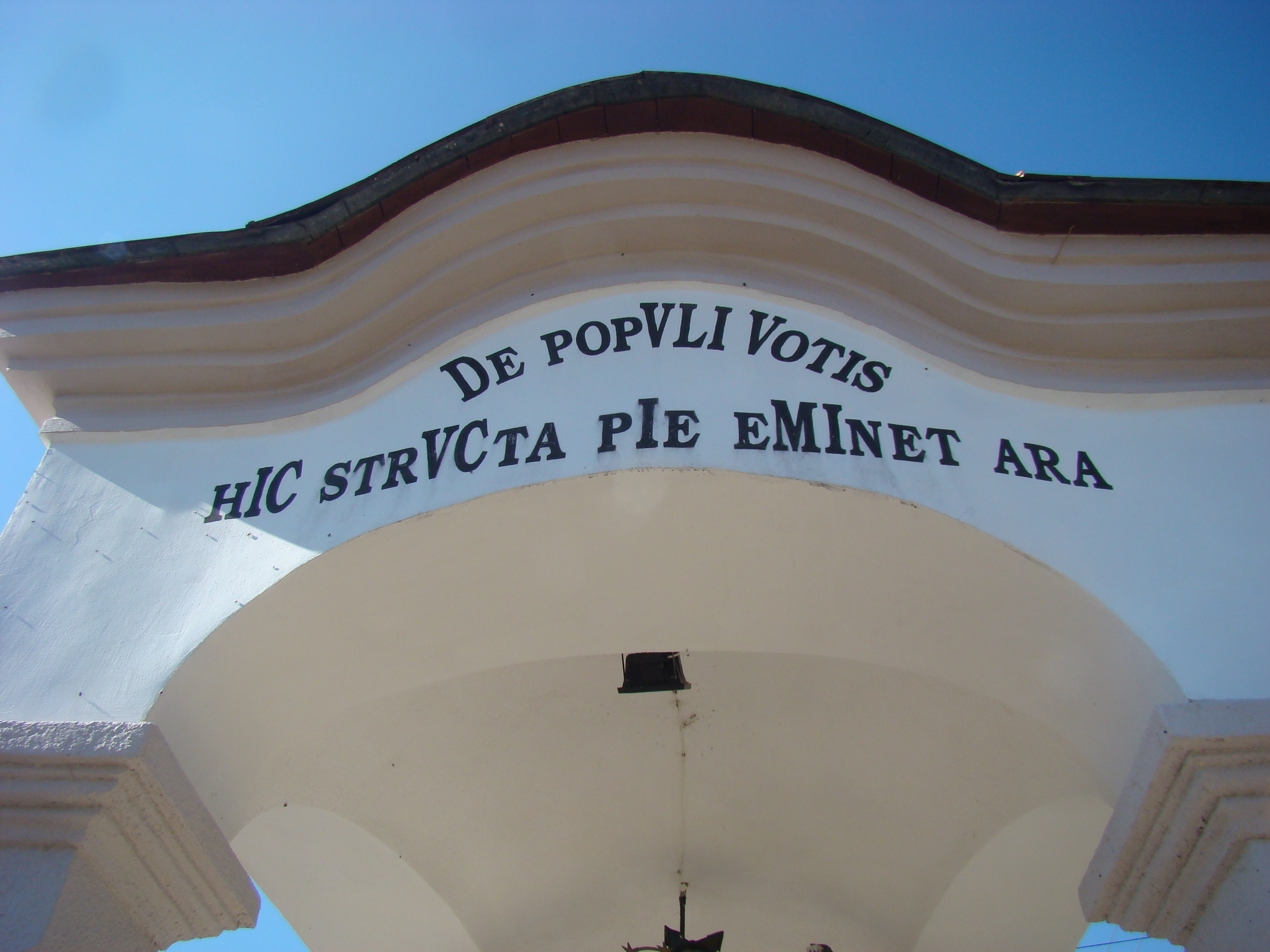
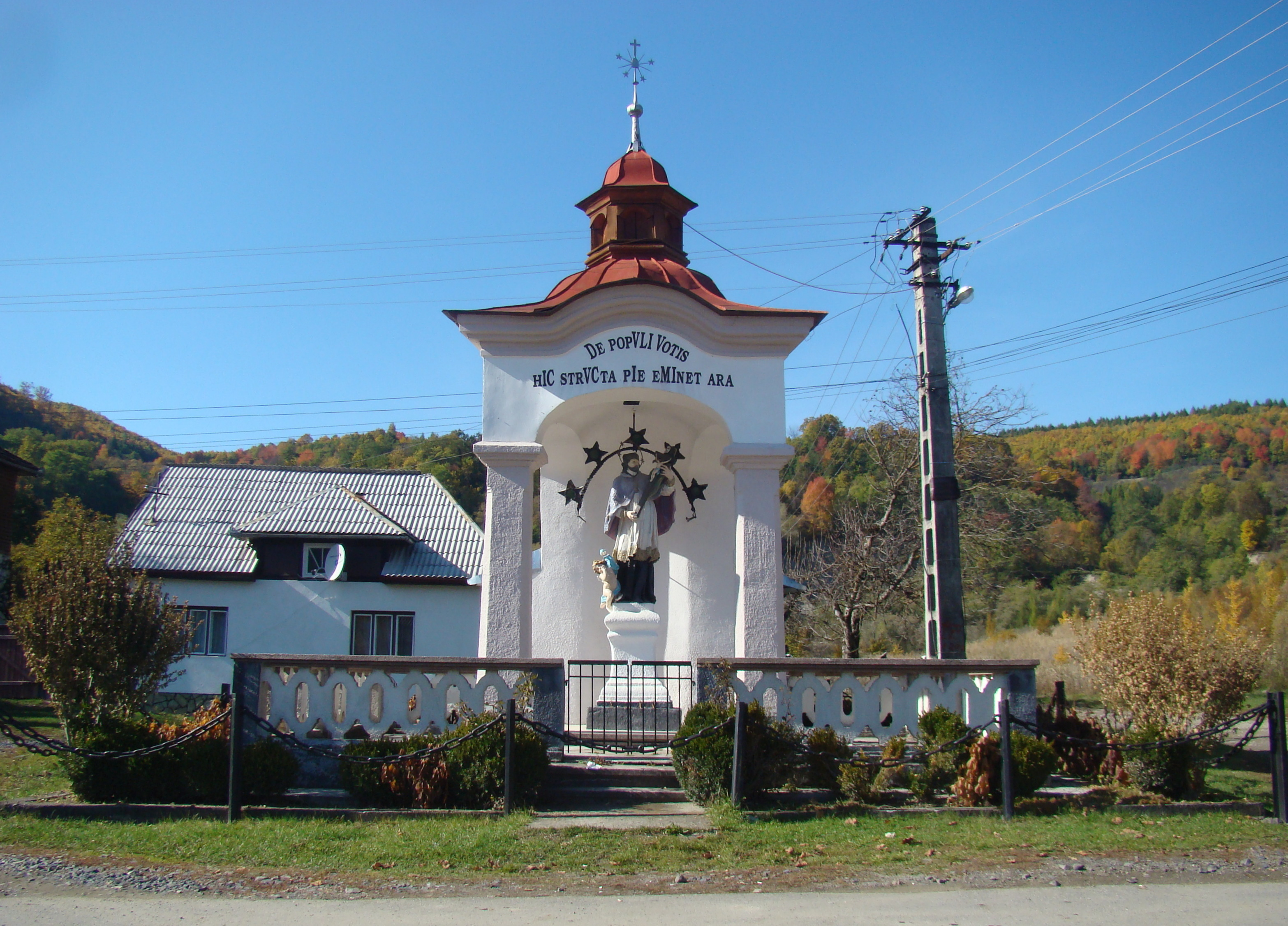
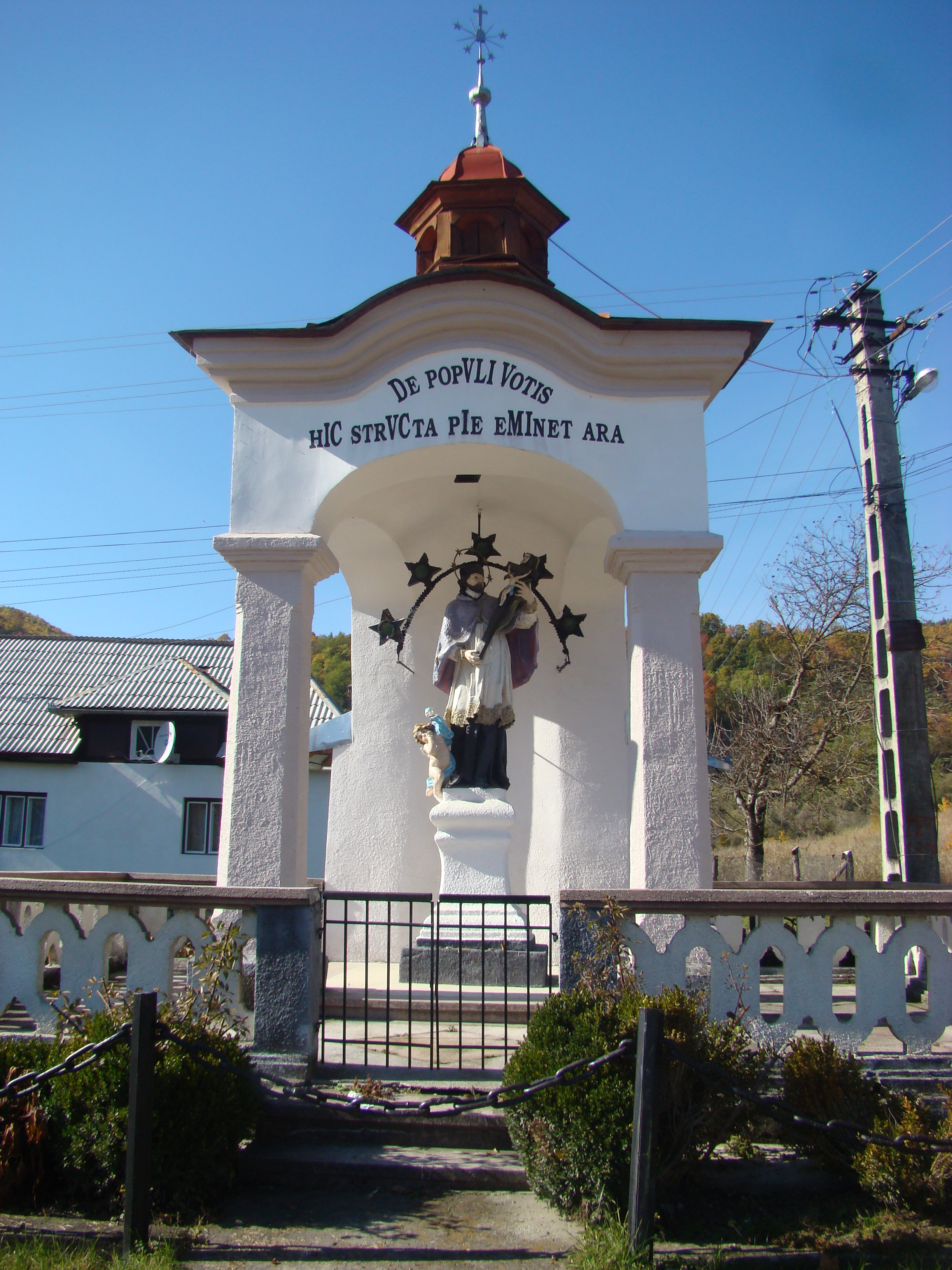
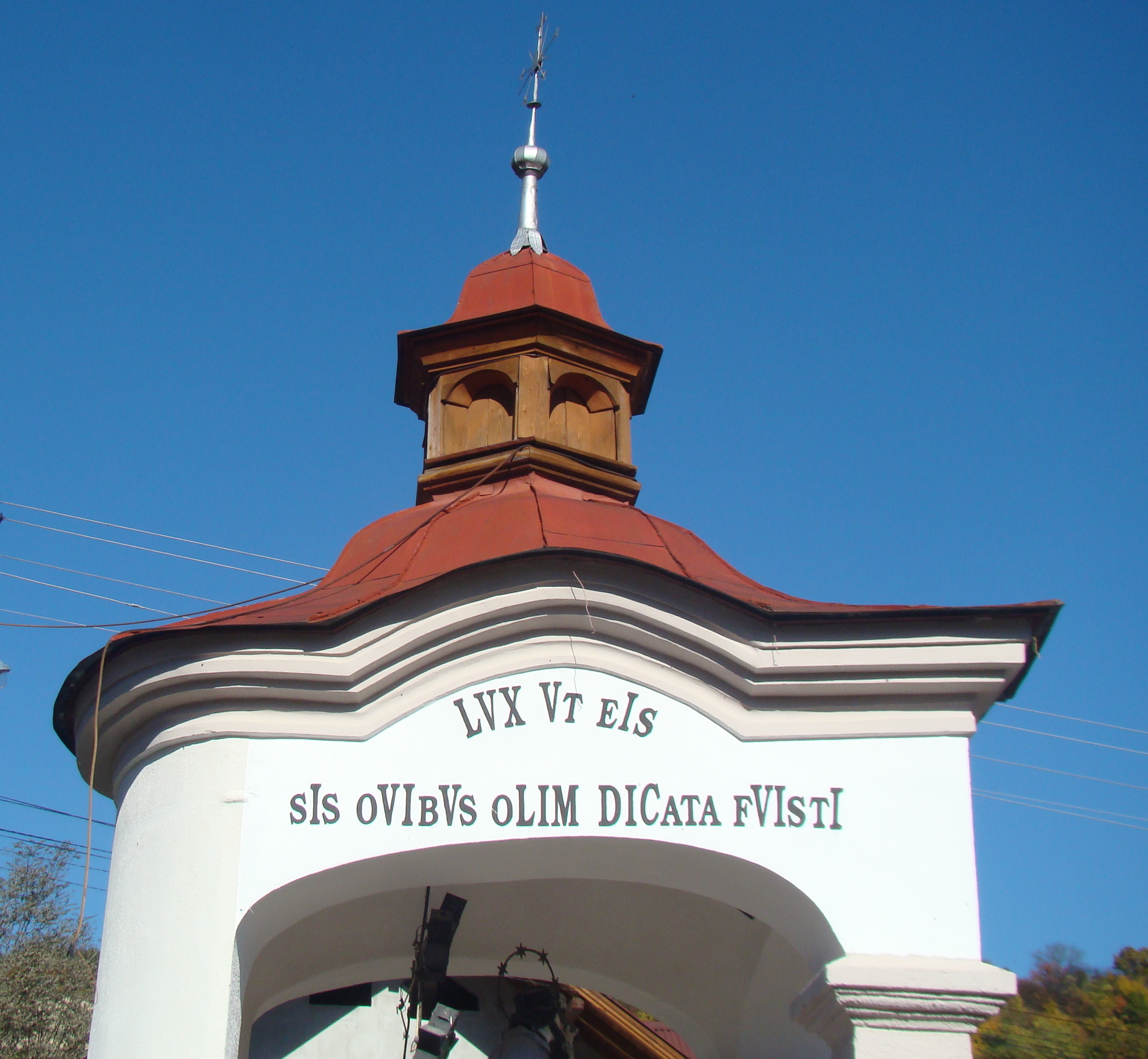
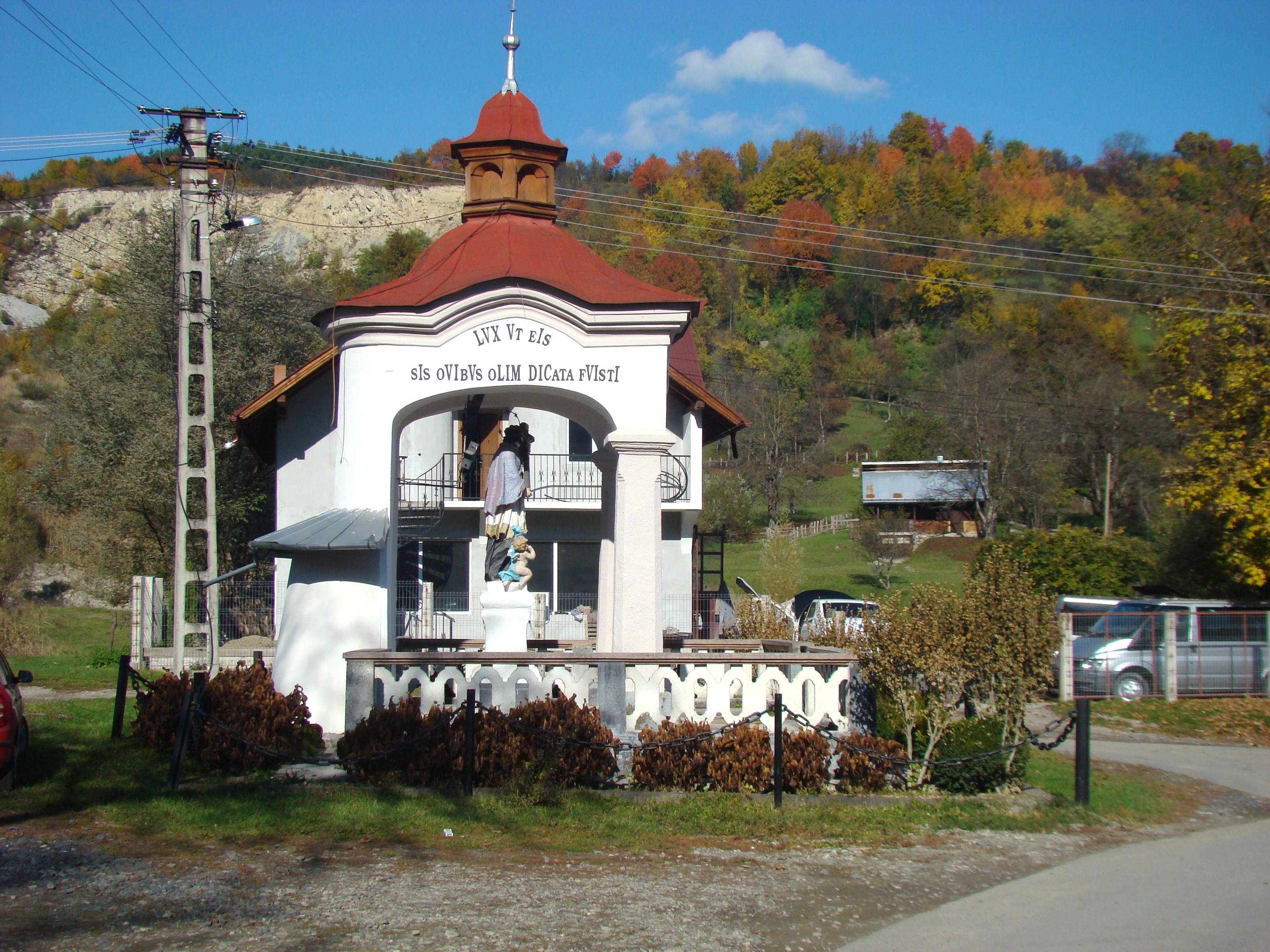
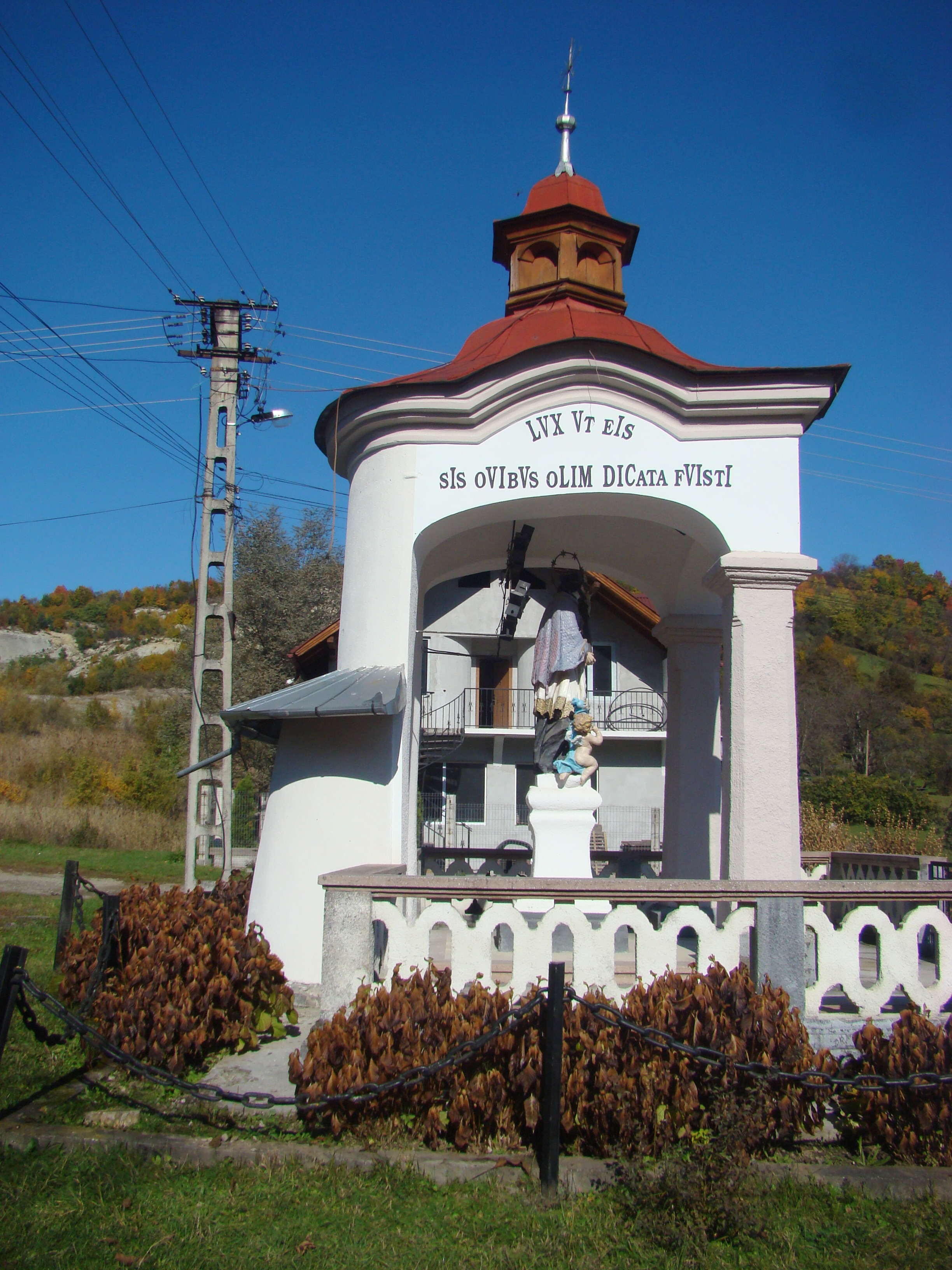